# F. Ryan Duffy
Francis Ryan Duffy (né le 23 juin 1888 - mort le 16 août 1979) est un sénateur et un juge américain. Membre du Parti démocrate, il est sénateur de l'État du Wisconsin de 1933 à 1939, puis devient juge fédéral.

## Biographie
Francis Ryan Duffy naît à Fond du Lac. En 1910, il obtient son diplôme de l'université du Wisconsin à Madison, puis obtient un LL.B. de l'University of Wisconsin Law School (en) en 1912. De 1912 à 1917, il pratique le droit à Fond du Lac, puis sert dans l'Armée de terre des États-Unis de 1917 à 1919. Par la suite, il recommence la pratique du droit.
Il est élu au Sénat américain en 1933 et sert jusqu'en 1939. Par la suite, le 21 juin 1939, il est nommé juge à l'United States District Court for the Eastern District of Wisconsin (en) par le président Franklin Delano Roosevelt, en remplacement de Ferdinand August Geiger (en). Il est confirmé dans ses fonctions par le Sénat le 29 juin de la même année.
Le 13 janvier 1949, il est nommé juge à la Cour d'appel des États-Unis pour le septième circuit par le président Harry S. Truman, en remplacement de Evan Alfred Evans (en). Il est confirmé dans ses fonctions par le Sénat le 31 janvier de la même année. En 1954, il devient juge en chef de cette cour. Il y servira jusqu'en 1959. Il obtient son senior status (en) en 1966.
Il meurt à Milwaukee à l'âge de 91 ans. Il est enterré au Cimetière Calvary à Fond du Lac.